# Rob Zamuner
Robert Francesco „Rob“ Zamuner (* 17. September 1969 in Oakville, Ontario) ist ein ehemaliger kanadischer Eishockeyspieler italienischer Abstammung, der während seiner aktiven Karriere zwischen 1986 und 2006 unter anderem 832 Spiele für die New York Rangers, Tampa Bay Lightning, Ottawa Senators und Boston Bruins in der National Hockey League auf der Position des linken Flügelstürmers bestritten hat. Seinen größten Karriereerfolg feierte Zamuner im Trikot der kanadischen Nationalmannschaft mit dem Gewinn der Goldmedaille bei der Weltmeisterschaft 1997.

## Karriere
Zamuner spielte zunächst bei den Oakville Oaks und Guelph Junior B’s, ehe er von 1986 bis 1989 bei den Guelph Platers in der Ontario Hockey League aufs Eis ging. Nachdem er im NHL Entry Draft 1989 in der dritten Runde an 45. Stelle von den New York Rangers ausgewählt worden war, wechselte er im Herbst 1989 umgehend in den Profibereich. Dort war er zwischen 1989 und 1992 erst für die Flint Spirits in der International Hockey League und anschließend für die Binghamton Rangers in der American Hockey League. Seine einzigen neun Einsätze für die Rangers in der National Hockey League bestritt er im Verlauf der Spielzeit 1991/92.
Nachdem sein Vertrag bei den Rangers ausgelaufen war, wechselte der Stürmer im Sommer 1992 als Free Agent zu den Tampa Bay Lightning, die erst kurz zuvor in die NHL aufgenommen worden waren. Gleich in seiner ersten Saison bestritt Zamuner mit 72 Scorerpunkten die erfolgreichste Spielzeit seiner Karriere. In den folgenden Jahren entwickelte sich Zamuner zur Führungsfigur des wenig erfolgreichen Teams. Die Saison 1998/99 – seine letzte in Tampa – war er der dritte Mannschaftskapitän des Franchises. Im Juni 1999 wurde der Angreifer gemeinsam mit einem Zweitrunden-Wahlrecht im NHL Entry Draft 2002 an die Ottawa Senators abgegeben. Im Gegenzug wechselte Andreas Johansson von den Senators zu den Lightning. Zwei Jahre spielte der Stürmer in der kanadischen Hauptstadt, ehe er als Free Agent zu den Boston Bruins wechselte. Weitere drei Jahre, in denen er die Marke von 700 NHL-Spielen und 300 Scorerpunkten durchbrach, verbrachte er in Boston.
Bedingt durch den Lockout der NHL-Saison 2004/05 wechselte Zamuner im August 2004 zum EHC Basel in der Schweizer Nationalliga B. Mit den Baslern wurde er in dieser Spielzeit Meister der NLB und stieg zum folgenden Spieljahr in die Nationalliga A auf. Nach einigen Spielen für den EHCB in der NLA ließ er seine Karriere anschließend beim HC Bozen in der italienischen Serie A1 und den Brisbane Blue Tongues in der Australian Ice Hockey League ausklingen. Im Jahr 2006 beendete er seine Karriere.
Seit dem 27. März 2008 ist Zamuner bei der National Hockey League Players’ Association NHLPA als Repräsentant der Northeast Division angestellt.

### International
Zamuner vertrat sein Heimatland Kanada bei den Weltmeisterschaften 1997 und 1998 sowie den Olympischen Winterspielen 1998 in Nagano. Dabei gewann er bei der Weltmeisterschaft 1997 eine Goldmedaille mit dem Team. Insbesondere seine Qualitäten als Stürmer in der Defensive und seine gute Quote beim Bully waren ausschlaggebend für die überraschende Nominierung in den Olympiakader.

## Erfolge und Auszeichnungen
- 1997 Goldmedaille bei der Weltmeisterschaft
- 2005 Meister der Nationalliga B und Aufstieg in die Nationalliga A mit dem EHC Basel

## Karrierestatistik

### International
Vertrat Kanada bei:
- Weltmeisterschaft 1997
- Olympischen Winterspielen 1998
- Weltmeisterschaft 1998

(Legende zur Spielerstatistik: Sp oder GP = absolvierte Spiele; T oder G = erzielte Tore; V oder A = erzielte Assists; Pkt oder Pts = erzielte Scorerpunkte; SM oder PIM = erhaltene Strafminuten; +/− = Plus/Minus-Bilanz; PP = erzielte Überzahltore; SH = erzielte Unterzahltore; GW = erzielte Siegtore; 1 Play-downs/Relegation; Kursiv: Statistik nicht vollständig)